# Babina daunchina
Espèce
Synonymes
- Rana musica Chang & Hsü, 1932
- Rana daunchina Chang, 1933

Statut de conservation UICN

 LC  : Préoccupation mineure
Babina daunchina est une espèce d'amphibiens de la famille des Ranidae.

## Répartition
Cette espèce est endémique de République populaire de Chine. Elle se rencontre :
- dans le Sud-Ouest du Sichuan ;
- au Yunnan.

## Publication originale
- Chang, 1933 : A preoccupied name in Rana. China Journal of Science & Arts, Shanghai, vol. 18, p. 209.